# Almindelig durra
Almindelig Durra (Sorghum bicolor) eller Milo er en enårig, urteagtig plante med en stiv, opret vækst, der minder om majsplantens. Det er en af de mest tørketålende afgrøder og er meget dyrket i Asien og Afrika.

## Verdensproduktion
| Top 10 producenter af Almindelig Durra 2018 | Top 10 producenter af Almindelig Durra 2018 |
| Land                                        | Produktion (Ton)                            |
| ------------------------------------------- | ------------------------------------------- |
| USA                                         | 9.271.070                                   |
| Skabelon:NGR                                | 6.862.343                                   |
| Skabelon:SUD                                | 4.953.000                                   |
| Skabelon:ETH                                | 4.932.408                                   |
| Indien                                      | 4.800.000                                   |
| Mexico                                      | 4.531.097                                   |
| Brasilien                                   | 2.272.939                                   |
| Kina                                        | 2.192.032                                   |
| Skabelon:NIG                                | 2.100.190                                   |
| Skabelon:BFA                                | 1.929.834                                   |
| Argentina                                   | 1.563.445                                   |
| Skabelon:MLI                                | 1.469.688                                   |
| Skabelon:CMR                                | 1.416.116                                   |
| Australien                                  | 1.257.219                                   |
| Bolivia                                     | 1.023.314                                   |

## Beskrivelse
Fra samme rodsystem dannes to-tre skud, der er runde i tværsnit og marvfyldte. På skuddene sidder de toradede, spredtstillede blade, som er lancetformede, flade og helrandede med tydelig midterribbe. Begge bladsider er lyst grågrønne. Blomstringen foregår i forsommeren (afhængigt af voksestedets klima) og den består af endestillede, mere eller mindre åbne toppe. Frugterne er runde nødder, der kan være hvide, gule eller røde – alt efter sorten.
Rodnettet er meget kraftigt udviklet i forhold til bladmassen. Det sammen med en evne til at rulle bladene sammen, gå i dvale og et voksagtigt lag på kutikula gør planten til én af de mest tørketålende afgrøder. Hele artens genom er kortlagt
Højde x bredde og årlig tilvækst: 3,00 x 1,00 m (300 x 100 cm/år).

## Hjemsted
Arten stammer oprindeligt fra savanneområderne i Afrika. Disse områder havde en langt mere nordlig udbredelse ved indledningen af artens dyrkningshistorie. Den er siden via dyrkning spredt til hele det øvrige Afrika, Indien, Australien samt Mellem- og Sydamerika.
I området Benishangul Gumuz Regional State, som ligger på de vestvendte bjergskråninger ned mod Etiopiens grænse mod Sudan findes arten vildtvoksende i åbne skove sammen med bl.a. Combretum hartmanniatum (en art i familien Combretaceae, som tilhører Myrte-ordenen), Crinum bambusetum (en art af Hagelilje), Oxytenanthera abyssinica (en art af Bambus), Stereospermum kunthianum (en art i Trompettræ-familien), Strychnos inocula (en art i familien Loganiaceae, som tilhører Ensian-ordenen), og græsarter af slægterne Cymbopogon (slægten, hvor også Citrongræs findes), Hanespore, Hyparrhenia og Pennisetum

## Anvendelse
Der findes to sortsgrupper: ”Sød” Durra, som dyrkes for bladmassens skyld, dvs. til dyrefoder, og Durra, der høstes for frøenes skyld, altså som mad til mennesker. Den sidste gruppe er én af de mest dyrkede kornsorter i Asien og Afrika.
| Portal | Portal:Botanik |

## Eksterne links
- Tiscali leksikon: Durra Arkiveret 2. juli 2005 hos  Wayback Machine (engelsk)
- Tiskali leksikon: Sorghum Arkiveret 7. november 2004 hos  Wayback Machine (engelsk)
- Forskning i sorghum 9. april 2025 hos Københavns Universitet